# Ronnie Laughton
Pour les articles homonymes, voir Laughton.
Ronnie Laughton, né le 13 juillet 1964, est un arbitre anglais de rugby à XIII. Il officie plus particulièrement au sein du championnat européen de rugby à XIII, la Super League.
Dans sa carrière, il abrite au total  439 rencontres de Super League, de National League Cup (en), de Second Division (en), de Challenge Cup et de Third Division (en).

## Biographie
Ronnie Laughton naît le 13 juillet 1964.
Il est le frère de l’international écossais et britannique Dale Laughton (en),.
En 1998, Ronnie Laughton subit des insultes et des remarques de la part de Dave Harrison, l’entraîneur du Hull KR. Ce dernier est ensuite réprimandé .
De 2003 à 2008, Ronnie Laughton arbitre 74 matchs officiels de Super League.
En 2004, il est nommé arbitre de réserve de la finale de la Coupe d'Angleterre de rugby à XIII 2004 opposant St Helens à Wigan.
En 2005, l’entraîneur des Huddersfield Jon Sharp passe en commission de discipline après des remarques sur Ronnie Laughton à la suite de la défaite des Giants en Coupe d'Angleterre de rugby à XIII 2005. L’entraîneur reproche à l’arbitre de ne pas avoir accordé un essai, provoquant l'élimination de l'équipe. L'arbitre doit donc attendre 2006 avant d’arbitrer une rencontre de Huddersfield. En 2005, il inflige une suspension de 3 matchs pour Leon Pryce après un tacle sur Jamie Lyon.
En 2009, l’australien Ned Catic (en) est banni 2 match par l’arbitre après avoir utilisé un langage grossier envers ce dernier.
Il arbitre son dernier match le 28 mai 2016 lors de la victoire 32 à 14 des London Broncos contre les Sheffield Eagles.

## Distinctions
- Arbitre de l'année : 2009[11]